# Idsjön, Jämtland
Idsjön är en sjö i Bräcke kommun i Jämtland och ingår i Ljungans huvudavrinningsområde. Sjön har en area på 9,16 kvadratkilometer och ligger 261 meter över havet. Idsjön ligger i Gimån, Uppströms Holmsjön Natura 2000-område och skyddas av fågeldirektivet.
Sjön genomflyts av Gimån. Idsjön tros ha haft en stor betydelse under flera årtusenden av Jämtlands historia. Vid sjön finns flera fornlämningar, bland annat två gravfält, ett tiotal fångstboplatser, fångstgropar samt insjögravar. Fångstanordningar för sikfiske, så kallat vaktfiske, vid Gimåns inlopp har använts kontinuerligt från medeltiden fram till nutid. Området är därför noterat som ett "Riksintresse för kulturmiljövården".

## Delavrinningsområde
Idsjön ingår i delavrinningsområde (697186-149026) som SMHI kallar för Utloppet av Idsjön. Medelhöjden är 323 meter över havet och ytan är 36,92 kvadratkilometer. Räknas de 198 avrinningsområdena uppströms in blir den ackumulerade arean 2 162,11 kvadratkilometer. Gimån som avvattnar avrinningsområdet har biflödesordning 2, vilket innebär att vattnet flödar genom totalt 2 vattendrag innan det når havet efter 158 kilometer. Avrinningsområdet består mestadels av skog (64 procent). Avrinningsområdet har 9,21 kvadratkilometer vattenytor vilket ger det en sjöprocent på 24,9 procent.